# Lijst van rijksmonumenten in de Spuistraat (Amsterdam)
Een overzicht van de 106 rijksmonumenten in de Spuistraat in Amsterdam.
Op de overlegpagina staan er 112.
| Object                                                                                         | Oorspronkelijke functie? | Bouwjaar                                                      | Architect                         | Locatie            | Coördinaten?                  | Nr.?   | Afbeelding                                                                                     |
| ---------------------------------------------------------------------------------------------- | ------------------------ | ------------------------------------------------------------- | --------------------------------- | ------------------ | ----------------------------- | ------ | ---------------------------------------------------------------------------------------------- |
| Huis, ten dele nog met houtskelet en met een op de gesneden balkkoppen overgebouwde zijgevel   | Gebouw                   | begin 17e eeuw                                                |                                   | Spuistraat 1D      | 52° 22' 38" NB, 4° 53' 41" OL | 5558   | Meer afbeeldingen                                                                              |
| Huis deur en bovenlicht                                                                        | Gebouw                   | 17e eeuw                                                      |                                   | Spuistraat 3       | 52° 22' 38" NB, 4° 53' 41" OL | 5559   | Meer afbeeldingen                                                                              |
| Huis van pakhuiskarakter, met puntgevel waarin festoenen, oeils-de-boeuf en jaartellingen      | Gebouw                   | 1659                                                          |                                   | Spuistraat 3A      | 52° 22' 38" NB, 4° 53' 41" OL | 5560   | Meer afbeeldingen                                                                              |
| Pakhuis met klokgevel                                                                          | Gebouw                   | 18e eeuw                                                      |                                   | Spuistraat 3B      | 52° 22' 38" NB, 4° 53' 40" OL | 5561   | Meer afbeeldingen                                                                              |
| Huis met puntgevel                                                                             | Gebouw                   | vermoedelijk 17e eeuw of later (kern)                         |                                   | Spuistraat 3C      | 52° 22' 38" NB, 4° 53' 40" OL | 5562   | Huis met puntgevel                                                                             |
| Pakhuis met puntgevel                                                                          | Gebouw                   | derde kwart 18e eeuw                                          |                                   | Spuistraat 3E      | 52° 22' 38" NB, 4° 53' 40" OL | 5563   | Pakhuis met puntgevel                                                                          |
| Pakhuis met puntgevel                                                                          | Gebouw                   | derde kwart 18e eeuw                                          |                                   | Spuistraat 3F      | 52° 22' 38" NB, 4° 53' 40" OL | 5564   | Pakhuis met puntgevel                                                                          |
| Pakhuis met puntgevel                                                                          | Gebouw                   | 17e eeuw                                                      |                                   | Spuistraat 9       | 52° 22' 37" NB, 4° 53' 38" OL | 5565   | Meer afbeeldingen                                                                              |
| Pand met klokgevel met pilasters                                                               | Gebouw                   | 1653                                                          |                                   | Spuistraat 13      | 52° 22' 37" NB, 4° 53' 38" OL | 5566   | Meer afbeeldingen                                                                              |
| Pand met halsgevel                                                                             | Gebouw                   | eerste kwart 18e eeuw                                         |                                   | Spuistraat 15      | 52° 22' 37" NB, 4° 53' 37" OL | 5567   | Meer afbeeldingen                                                                              |
| Pand met gevel onder rechte lijst met consoles                                                 | Gebouw                   | laatste helft 18e eeuw                                        |                                   | Spuistraat 17      | 52° 22' 36" NB, 4° 53' 37" OL | 5568   | Pand met gevel onder rechte lijst met consoles                                                 |
| Hoekhuis met gevel onder echte lijst                                                           | Gebouw                   | eerste helft 19e eeuw                                         |                                   | Spuistraat 19      | 52° 22' 36" NB, 4° 53' 37" OL | 5569   | Hoekhuis met gevel onder echte lijst                                                           |
| Pand met gevel onder klokvormige top met rollagen                                              | Gebouw                   | 18e/19e eeuw                                                  |                                   | Spuistraat 39      | 52° 22' 34" NB, 4° 53' 34" OL | 5572   | Meer afbeeldingen                                                                              |
| Huis met 18e-eeuwse, van zijn top beroofde gevel                                               | Gebouw                   | 18e eeuw                                                      |                                   | Spuistraat 87      | 52° 22' 31" NB, 4° 53' 29" OL | 5584   | Meer afbeeldingen                                                                              |
| Pand met gevel onder klokvormige top met rollagen                                              | Gebouw                   | 18e eeuw                                                      |                                   | Spuistraat 101     | 52° 22' 30" NB, 4° 53' 28" OL | 5589   | Pand met gevel onder klokvormige top met rollagen                                              |
| Groot pakhuis met puntgevel                                                                    | Gebouw                   | 18e/19e eeuw                                                  |                                   | Spuistraat 6       | 52° 22' 38" NB, 4° 53' 38" OL | 5619   | Meer afbeeldingen                                                                              |
| Pastorie van de St. Dominicuskerk                                                              | Gebouw                   | 1884-1886                                                     | P.J.H. Cuijpers                   | Spuistraat 12      | 52° 22' 38" NB, 4° 53' 37" OL | 5620   | Pastorie van de St. Dominicuskerk                                                              |
| Dominicuskerk ("Stadhuis van Hoorn")                                                           | Kerk en kerkonderdeel    | 1884-1893                                                     | P.J.H. Cuijpers                   | Spuistraat 14      | 52° 22' 37" NB, 4° 53' 36" OL | 5621   | Meer afbeeldingen                                                                              |
| Hoekhuis met voorgevel onder rechte lijst en overgebouwde zijgevel met dakkapel met trappentop | Gebouw                   | 17e/19e eeuw                                                  |                                   | Spuistraat 22      | 52° 22' 36" NB, 4° 53' 35" OL | 5623   | Hoekhuis met voorgevel onder rechte lijst en overgebouwde zijgevel met dakkapel met trappentop |
| Pand met halsgevel met oeil-de-boeuf                                                           | Werk-woonhuis            | 17e eeuw                                                      |                                   | Spuistraat 28      | 52° 22' 36" NB, 4° 53' 35" OL | 5624   | Meer afbeeldingen                                                                              |
| Huis met latere gevel onder klokvormige top met rollagen                                       | Gebouw                   | 17e eeuw (kern)                                               |                                   | Spuistraat 32      | 52° 22' 36" NB, 4° 53' 34" OL | 5625   | Meer afbeeldingen                                                                              |
| Pand met halsgevel                                                                             | Gebouw                   | ca. 1725                                                      |                                   | Spuistraat 36A     | 52° 22' 35" NB, 4° 53' 34" OL | 5626   | Meer afbeeldingen                                                                              |
| Pand met halsgevel                                                                             | Gebouw                   | ca. 1725                                                      |                                   | Spuistraat 38      | 52° 22' 35" NB, 4° 53' 34" OL | 5627   | Meer afbeeldingen                                                                              |
| Helft van een tweelinghuisje met gevel onder klokvormige top met rollagen                      | Gebouw                   | eerste kwart 17e eeuw                                         |                                   | Spuistraat 40      | 52° 22' 35" NB, 4° 53' 33" OL | 5628   | Meer afbeeldingen                                                                              |
| Pand met trapgevel, versierd met kleine blokjes                                                | Gebouw                   | eerste kwart 17e eeuw                                         |                                   | Spuistraat 42      | 52° 22' 35" NB, 4° 53' 33" OL | 5629   | Meer afbeeldingen                                                                              |
| Achtergevel van het pand Nieuwezijdse Voorburgwal 66                                           | Gebouw                   |                                                               |                                   | Spuistraat bij 33A | 52° 22' 35" NB, 4° 53' 35" OL | 5571   | Upload foto                                                                                    |
| Pand met gevel onder klokvormige top met rollagen                                              | Gebouw                   | 18e/19e eeuw                                                  |                                   | Spuistraat 39      | 52° 22' 34" NB, 4° 53' 34" OL | 5572   | Meer afbeeldingen                                                                              |
| Pand met klokgevel                                                                             | Gebouw                   | derde of laatste kwart 17e eeuw                               |                                   | Spuistraat 41      | 52° 22' 34" NB, 4° 53' 34" OL | 5573   | Pand met klokgevel                                                                             |
| Pand met halsgevel                                                                             | Gebouw                   | tweede kwart 18e eeuw                                         |                                   | Spuistraat 43      | 52° 22' 34" NB, 4° 53' 34" OL | 5575   | Meer afbeeldingen                                                                              |
| Pand met halsgevel                                                                             | Gebouw                   | eerste of tweede kwart 18e eeuw                               |                                   | Spuistraat 47      | 52° 22' 34" NB, 4° 53' 33" OL | 5576   | Meer afbeeldingen                                                                              |
| Hoekhuis met klokgevel                                                                         | Gebouw                   | 18e/19e eeuw                                                  |                                   | Spuistraat 49      | 52° 22' 33" NB, 4° 53' 33" OL | 5577   | Meer afbeeldingen                                                                              |
| Hoekhuisje met nog enkele architectuurelementen uit die tijd in de gevels                      | Gebouw                   | 16e/17e eeuw                                                  |                                   | Spuistraat 51      | 52° 22' 33" NB, 4° 53' 33" OL | 5578   | Meer afbeeldingen                                                                              |
| Pand met trapgevel, versierd in de trant met grote boogblokken en met een gevelsteen           | Gebouw                   | 1633                                                          |                                   | Spuistraat 53      | 52° 22' 33" NB, 4° 53' 32" OL | 5579   | Meer afbeeldingen                                                                              |
| Pand met gevel onder rechte lijst                                                              | Gebouw                   | tweede helft 19e eeuw                                         |                                   | Spuistraat 59      | 52° 22' 33" NB, 4° 53' 32" OL | 5580   | Meer afbeeldingen                                                                              |
| Pand met klokgevel met deuromlijsting                                                          | Gebouw                   | 1764                                                          |                                   | Spuistraat 61      | 52° 22' 33" NB, 4° 53' 32" OL | 5581   | Meer afbeeldingen                                                                              |
| Huis met latere gevel onder rechte lijst waarop een dakvoorschot                               | Gebouw                   | 17e eeuw of ouder                                             |                                   | Spuistraat 63A     | 52° 22' 33" NB, 4° 53' 32" OL | 5582   | Meer afbeeldingen                                                                              |
| Huis waarvan de klokgevel                                                                      | Gebouw                   | 1746                                                          |                                   | Spuistraat 85      | 52° 22' 31" NB, 4° 53' 29" OL | 5583   | Meer afbeeldingen                                                                              |
| Pand met klokgevel                                                                             | Gebouw                   | 18e eeuw                                                      |                                   | Spuistraat 89      | 52° 22' 30" NB, 4° 53' 29" OL | 5585   | Meer afbeeldingen                                                                              |
| Pand met gevel onder punttop                                                                   | Gebouw                   | 18e/19e eeuw                                                  |                                   | Spuistraat 91      | 52° 22' 30" NB, 4° 53' 29" OL | 5586   | Meer afbeeldingen                                                                              |
| Huis met gevel onder rechte lijst waarboven een stenen punttopje uitsteekt                     | Gebouw                   | 19e eeuw                                                      |                                   | Spuistraat 97      | 52° 22' 30" NB, 4° 53' 28" OL | 5587   | Huis met gevel onder rechte lijst waarboven een stenen punttopje uitsteekt                     |
| Pand met klokgevel                                                                             | Gebouw                   | 18e eeuw                                                      |                                   | Spuistraat 99      | 52° 22' 30" NB, 4° 53' 28" OL | 5588   | Pand met klokgevel                                                                             |
| Pakhuis met puntgevel                                                                          | Gebouw                   | 18e eeuw                                                      |                                   | Spuistraat 107     | 52° 22' 29" NB, 4° 53' 27" OL | 5590   | Pakhuis met puntgevel                                                                          |
| Pand met rechte lijst                                                                          | Gebouw                   | midden 19e eeuw                                               |                                   | Spuistraat 125     | 52° 22' 28" NB, 4° 53' 26" OL | 5591   | Pand met rechte lijst                                                                          |
| Hoekhuis met halsgevel met rijk gebeeldhouwde vleugelstukken                                   | Gebouw                   | 18e/19e eeuw                                                  |                                   | Spuistraat 127     | 52° 22' 27" NB, 4° 53' 25" OL | 5592   | Meer afbeeldingen                                                                              |
| Onderdeel van Hotel Die Port van Cleve                                                         | Gebouw                   | ca. 1600                                                      |                                   | Spuistraat 129-131 | 52° 22' 27" NB, 4° 53' 25" OL | 5593   | Meer afbeeldingen                                                                              |
| Pand met gepleisterde gevel onder klokvormige top                                              | Gebouw                   | 17e/18e/19e eeuw                                              |                                   | Spuistraat 44      | 52° 22' 35" NB, 4° 53' 33" OL | 5630   | Meer afbeeldingen                                                                              |
| Pand met halsgevel                                                                             | Gebouw                   | eerste kwart 18e eeuw                                         |                                   | Spuistraat 48      | 52° 22' 35" NB, 4° 53' 33" OL | 5631   | Meer afbeeldingen                                                                              |
| Pand met trapgevel met vleugelstukjes in de top                                                | Gebouw                   | 17e eeuw                                                      |                                   | Spuistraat 50      | 52° 22' 34" NB, 4° 53' 32" OL | 5632   | Meer afbeeldingen                                                                              |
| Hoekhuis met gevel onder rechte lijst                                                          | Woonhuis                 | 17e/19e eeuw                                                  |                                   | Spuistraat 60      | 52° 22' 34" NB, 4° 53' 31" OL | 5633   | Hoekhuis met gevel onder rechte lijst                                                          |
| Pand met klokgevel                                                                             | Werk-woonhuis            | derde kwart 18e eeuw                                          |                                   | Spuistraat 62      | 52° 22' 34" NB, 4° 53' 31" OL | 5634   | Pand met klokgevel                                                                             |
| Dubbel pakhuis met trapeziumgevel, gevelsteen en jaartallinten                                 | Industrie                | 1720                                                          |                                   | Spuistraat 74A     | 52° 22' 33" NB, 4° 53' 30" OL | 5635   | Meer afbeeldingen                                                                              |
| Pakhuis met afgeknotte puntgevel onder keizerskroon en met jaartallinten                       | Industrie                | 1728 (jaartallinten)                                          |                                   | Spuistraat 78      | 52° 22' 32" NB, 4° 53' 30" OL | 5636   | Meer afbeeldingen                                                                              |
| Pand met trapgevel, versierd in de trant met grote boogblokken                                 | Gebouw                   | 1640                                                          |                                   | Spuistraat 88      | 52° 22' 31" NB, 4° 53' 28" OL | 5637   | Meer afbeeldingen                                                                              |
| Pand met halsgevel met oeils-de-boeuf en gevelsteen                                            | Gebouw                   | 1665                                                          |                                   | Spuistraat 90      | 52° 22' 31" NB, 4° 53' 28" OL | 5638   | Meer afbeeldingen                                                                              |
| Pak-of werkhuis met gevel onder rechte lijst                                                   | Gebouw                   | 17e of eerste helft 19e eeuw                                  |                                   | Spuistraat 90A     | 52° 22' 31" NB, 4° 53' 28" OL | 5639   | Meer afbeeldingen                                                                              |
| Huis met latere gevel waarvan de bovenste verdieping en rechte lijst tamelijk recent zijn      | Gebouw                   | 17e eeuw of ouder                                             |                                   | Spuistraat 92      | 52° 22' 31" NB, 4° 53' 28" OL | 5640   | Meer afbeeldingen                                                                              |
| Huis met latere gevel onder primitieve klokvormige top                                         | Gebouw                   | 17e eeuw of ouder                                             |                                   | Spuistraat 98      | 52° 22' 30" NB, 4° 53' 27" OL | 5641   | Huis met latere gevel onder primitieve klokvormige top                                         |
| Smal pakhuis met gevel onder rechte lijst                                                      | Gebouw                   | eerste helft 19e eeuw                                         |                                   | Spuistraat 120     | 52° 22' 28" NB, 4° 53' 25" OL | 5642   | Meer afbeeldingen                                                                              |
| Pand met halsgevel                                                                             | Gebouw                   | tweede helft 17e eeuw of eerste helft 18e eeuw                |                                   | Spuistraat 122     | 52° 22' 28" NB, 4° 53' 25" OL | 5643   | Meer afbeeldingen                                                                              |
| Huis met gevel onder rechte klossenlijst waarop een rondbogige dakkapel                        | Gebouw                   | eerste helft 17e eeuw (kern) eerste helft 19e eeuw (dakkapel) |                                   | Spuistraat 126     | 52° 22' 28" NB, 4° 53' 24" OL | 5644   | Huis met gevel onder rechte klossenlijst waarop een rondbogige dakkapel                        |
| Door een primitief lijstje afgesloten achtergevel                                              | Gebouw                   | 18e eeuw                                                      |                                   | Spuistraat bij 41  | 52° 22' 34" NB, 4° 53' 34" OL | 5574   | Meer afbeeldingen                                                                              |
| Hoekhuisje met puntgevel                                                                       | Gebouw                   | eerste kwart 17e eeuw                                         |                                   | Spuistraat 179A    | 52° 22' 20" NB, 4° 53' 23" OL | 5594   | Meer afbeeldingen                                                                              |
| Pand met klokgevel met oeil-de-boeuf                                                           | Gebouw                   | derde kwart 17e eeuw                                          |                                   | Spuistraat 181A    | 52° 22' 20" NB, 4° 53' 23" OL | 5595   | Meer afbeeldingen                                                                              |
| Huis met latere gevel onder klokvormige top met rollagen                                       | Gebouw                   | 17e eeuw of ouder (kern)                                      |                                   | Spuistraat 183A    | 52° 22' 20" NB, 4° 53' 23" OL | 5596   | Meer afbeeldingen                                                                              |
| Huis met latere gevel onder 19e-eeuwse rechte lijst                                            | Gebouw                   | vermoedelijk 17e eeuw of ouder                                |                                   | Spuistraat 185A    | 52° 22' 20" NB, 4° 53' 23" OL | 5597   | Meer afbeeldingen                                                                              |
| Huis met gevel onder rechte lijst                                                              | Gebouw                   | 17e eeuw of ouder (kern)                                      |                                   | Spuistraat 197     | 52° 22' 19" NB, 4° 53' 23" OL | 5598   | Huis met gevel onder rechte lijst                                                              |
| Huis met latere gevel onder klokvormige top, onderdeel van de Tabakspanden                     | Gebouw                   | 17e eeuw of ouder (kern)                                      |                                   | Spuistraat 223     | 52° 22' 17" NB, 4° 53' 22" OL | 5599   | Huis met latere gevel onder klokvormige top, onderdeel van de Tabakspanden                     |
| Huis waarvan het voorste deel door een dwars dakje wordt gedekt, onderdeel van de Tabakspanden | Gebouw                   | 19e eeuw                                                      |                                   | Spuistraat 225     | 52° 22' 17" NB, 4° 53' 22" OL | 5600   | Huis waarvan het voorste deel door een dwars dakje wordt gedekt, onderdeel van de Tabakspanden |
| Pand met halsgevel                                                                             | Gebouw                   | 18e eeuw                                                      |                                   | Spuistraat 233     | 52° 22' 16" NB, 4° 53' 22" OL | 5601   | Meer afbeeldingen                                                                              |
| Huis onder dwars dak                                                                           | Gebouw                   | 17e eeuw of ouder (kern)                                      |                                   | Spuistraat 241     | 52° 22' 15" NB, 4° 53' 22" OL | 5602   | Meer afbeeldingen                                                                              |
| Werkhuis met gevel op fraaie houten pui                                                        | Werk-woonhuis            | 1639 (gevelsteen)                                             |                                   | Spuistraat 249     | 52° 22' 14" NB, 4° 53' 22" OL | 5603   | Werkhuis met gevel op fraaie houten pui                                                        |
| Pakhuis met puntgevel                                                                          | Gebouw                   | 18e eeuw                                                      |                                   | Spuistraat 251     | 52° 22' 14" NB, 4° 53' 22" OL | 5604   | Meer afbeeldingen                                                                              |
| Breed pakhuis met puntgevel                                                                    | Gebouw                   | 18e eeuw                                                      |                                   | Spuistraat 253     | 52° 22' 14" NB, 4° 53' 22" OL | 5605   | Meer afbeeldingen                                                                              |
| Zeer klein huisje met latere gevel onder klein punttopje                                       | Gebouw                   | 17e eeuw of ouder (kern)                                      |                                   | Spuistraat 255     | 52° 22' 14" NB, 4° 53' 21" OL | 5606   | Meer afbeeldingen                                                                              |
| Pand met klokgeveltje met deurpartij                                                           | Gebouw                   | derde kwart 18e eeuw                                          |                                   | Spuistraat 255A    | 52° 22' 14" NB, 4° 53' 21" OL | 5607   | Meer afbeeldingen                                                                              |
| Onderdeel van Rosmarijnsteeg 12                                                                | Gebouw                   |                                                               |                                   | Spuistraat 257A    | 52° 22' 14" NB, 4° 53' 21" OL | 5608   | Onderdeel van Rosmarijnsteeg 12                                                                |
| Pand met gevel onder gebeeldhouwde verhoogde lijst met vazen en borstbeeld                     | Gebouw                   | 1723                                                          |                                   | Spuistraat 263     | 52° 22' 13" NB, 4° 53' 21" OL | 5609   | Pand met gevel onder gebeeldhouwde verhoogde lijst met vazen en borstbeeld                     |
| Pakhuis met puntgevel                                                                          | Handel en kantoor        | 18e eeuw                                                      |                                   | Spuistraat 265     | 52° 22' 13" NB, 4° 53' 21" OL | 5610   | Meer afbeeldingen                                                                              |
| Pand met twee halsgevels                                                                       | Woonhuis                 | eerste helft 18e eeuw                                         |                                   | Spuistraat 267     | 52° 22' 12" NB, 4° 53' 21" OL | 5611   | Meer afbeeldingen                                                                              |
| Pand met gevel onder rollagentop                                                               | Gebouw                   | 1687                                                          |                                   | Spuistraat 271     | 52° 22' 12" NB, 4° 53' 21" OL | 5612   | Meer afbeeldingen                                                                              |
| Gepleisterde gevel onder waarschijnlijk niet originele punttop                                 | Gebouw                   | mogelijk 18e eeuw                                             |                                   | Spuistraat 283     | 52° 22' 10" NB, 4° 53' 20" OL | 5613   | Meer afbeeldingen                                                                              |
| Huis, vanwege de natuurstenen afdekkingen van de klokvormige top                               | Gebouw                   | gevel: eerste helft 18e eeuw gebouw: 1928                     |                                   | Spuistraat 289     | 52° 22' 10" NB, 4° 53' 20" OL | 5614   | Meer afbeeldingen                                                                              |
| Pand met klokgevel                                                                             | Gebouw                   | derde kwart 18e eeuw                                          |                                   | Spuistraat 295     | 52° 22' 9" NB, 4° 53' 20" OL  | 5615   | Pand met klokgevel                                                                             |
| Pand met klokgevel                                                                             | Gebouw                   | derde kwart 18e eeuw                                          |                                   | Spuistraat 299     | 52° 22' 9" NB, 4° 53' 20" OL  | 5616   | Pand met klokgevel                                                                             |
| Pand met gevel onder rechte lijst                                                              | Gebouw                   | eerste helft 19e eeuw                                         |                                   | Spuistraat 301     | 52° 22' 8" NB, 4° 53' 20" OL  | 5617   | Pand met gevel onder rechte lijst                                                              |
| Pand met halsgevel met oeils-de-boeuf                                                          | Gebouw                   | 1693                                                          |                                   | Spuistraat 303     | 52° 22' 8" NB, 4° 53' 20" OL  | 5618   | Pand met halsgevel met oeils-de-boeuf                                                          |
| Bankgebouw                                                                                     | Handel en kantoor        | 1906-1908                                                     |                                   | Spuistraat 172     | 52° 22' 21" NB, 4° 53' 21" OL | 518453 | Meer afbeeldingen                                                                              |
| Bungehuis                                                                                      | Handel en kantoor        | 1932-1934                                                     | A.D.N. van Gendt i.s.m. W.J. Klok | Spuistraat 210     | 52° 22' 19" NB, 4° 53' 21" OL | 518486 | Meer afbeeldingen                                                                              |
| Pand met halsgevel                                                                             | Gebouw                   | eerste kwart 18e eeuw                                         |                                   | Spuistraat 220     | 52° 22' 18" NB, 4° 53' 21" OL | 5645   | Meer afbeeldingen                                                                              |
| Huis met gevel onder 19e-eeuwse lijst                                                          | Gebouw                   | 19e eeuw                                                      |                                   | Spuistraat 222I    | 52° 22' 17" NB, 4° 53' 21" OL | 5646   | Meer afbeeldingen                                                                              |
| Pand met gevel, versierd in de trant met grote boogblokken onder rollagentop                   | Gebouw                   | 17e/18e/19e eeuw                                              |                                   | Spuistraat 230     | 52° 22' 17" NB, 4° 53' 21" OL | 5647   | Meer afbeeldingen                                                                              |
| Pand met trapgevel, versierd in de trant met grote boogblokken                                 | Gebouw                   | tweede kwart 17e eeuw                                         |                                   | Spuistraat 232     | 52° 22' 17" NB, 4° 53' 21" OL | 5648   | Meer afbeeldingen                                                                              |
| Huis met 18e-eeuwse gevel onder klokvormige top met rollagen                                   | Woonhuis                 | 18e/19e eeuw                                                  |                                   | Spuistraat 240HS   | 52° 22' 16" NB, 4° 53' 21" OL | 5649   | Huis met 18e-eeuwse gevel onder klokvormige top met rollagen                                   |
| Het Lam                                                                                        | Gebouw                   | 18e eeuw (pand) 19e eeuw (pui)                                |                                   | Spuistraat 260HS   | 52° 22' 14" NB, 4° 53' 20" OL | 5650   | Het Lam                                                                                        |
| Pakhuis met puntgevel                                                                          | Gebouw                   | 18e eeuw                                                      |                                   | Spuistraat 264     | 52° 22' 14" NB, 4° 53' 20" OL | 5651   | Meer afbeeldingen                                                                              |
| Hoekhuis onder schilddak, met gevels onder omlopende rechte klossenlijst                       | Gebouw                   | eerste helft 19e eeuw                                         |                                   | Spuistraat 272     | 52° 22' 13" NB, 4° 53' 20" OL | 5652   | Meer afbeeldingen                                                                              |
| Winkelwoning                                                                                   | Werk-woonhuis            | 1898                                                          | G. van Arkel                      | Spuistraat 274     | 52° 22' 13" NB, 4° 53' 19" OL | 518458 | Meer afbeeldingen                                                                              |
| Hoekhuis met trapgevel                                                                         | Gebouw                   | mogelijk 1627 en later                                        |                                   | Spuistraat 294     | 52° 22' 11" NB, 4° 53' 19" OL | 5653   | Meer afbeeldingen                                                                              |
| Pand met halsgevel                                                                             | Gebouw                   | eerste kwart 18e eeuw                                         |                                   | Spuistraat 300     | 52° 22' 10" NB, 4° 53' 19" OL | 5654   | Pand met halsgevel                                                                             |
| Pand met halsgevel                                                                             | Gebouw                   | 18e eeuw                                                      |                                   | Spuistraat 302     | 52° 22' 10" NB, 4° 53' 19" OL | 5655   | Pand met halsgevel                                                                             |
| Huis met latere gevel onder rechte lijst                                                       | Gebouw                   | vermoedelijk 17e eeuw of ouder (kern)                         |                                   | Spuistraat 308     | 52° 22' 10" NB, 4° 53' 19" OL | 5656   | Huis met latere gevel onder rechte lijst                                                       |
| Huis met latere gevel onder rechte lijst waarop een dakvoorschot                               | Gebouw                   | vermoedelijk 17e eeuw of ouder (kern)                         |                                   | Spuistraat 314     | 52° 22' 9" NB, 4° 53' 19" OL  | 5657   | Huis met latere gevel onder rechte lijst waarop een dakvoorschot                               |
| Huis met gevel onder rechte lijst                                                              | Gebouw                   | eerste helft 19e eeuw                                         |                                   | Spuistraat 326A    | 52° 22' 9" NB, 4° 53' 19" OL  | 5658   | Huis met gevel onder rechte lijst                                                              |
| Pand met gevel onder rechte lijst met dakkapel                                                 | Gebouw                   | eerste helft 19e eeuw                                         |                                   | Spuistraat 330     | 52° 22' 8" NB, 4° 53' 19" OL  | 5659   | Meer afbeeldingen                                                                              |
| Pand met gevel onder rechte lijst                                                              | Gebouw                   | 18e/19e eeuw                                                  |                                   | Spuistraat 332     | 52° 22' 8" NB, 4° 53' 19" OL  | 5660   | Meer afbeeldingen                                                                              |
| Pand met halsgevel                                                                             | Gebouw                   | tegen 1750                                                    |                                   | Spuistraat 334     | 52° 22' 8" NB, 4° 53' 19" OL  | 5661   | Meer afbeeldingen                                                                              |
| Pand met halsgevel                                                                             | Gebouw                   | eerste helft 18e eeuw                                         |                                   | Spuistraat bij 334 | 52° 22' 8" NB, 4° 53' 19" OL  | 1496   | Upload foto                                                                                    |